# Elisa Breton
Pour les articles homonymes, voir Claro (homonymie) et Breton (homonymie).
Elisa Breton, née Bindhoff à Viña del Mar au Chili, le 25 avril 1906 et morte au Kremlin-Bicêtre, le 5 avril 2000, est une plasticienne et écrivaine chilienne.

## Biographie
Polyglotte et pianiste accomplie, Elisa Bindhoff se marie avec un politicien radical chilien, Benjamin Claro Velasco. Ils ont une fille, Ximena.
Après son divorce, elle émigre aux États-Unis avec sa fille. Le 13 août 1943, au cours d'une excursion en bateau, au large du Massachusetts, Ximena se noie. Après une tentative de suicide, Elisa Bindhoff est rejointe, à New York, par une amie venue du Chili pour la soutenir.

Le 9 ou le 10 décembre 1943, elles se rendent dans un restaurant français de la 56e Rue. André Breton, alors exilé à New York, habite la même rue et fréquente régulièrement ce restaurant. Il remarque la beauté à l'intensité grave d'Elisa Bindhoff. Il se présente à elle comme un écrivain français et lui demande la permission d'échanger quelques mots avec elle. L'attraction est réciproque.

« Quand le sort t'a portée à ma rencontre, la plus grande ombre était en moi et je puis dire que c'est en moi que cette fenêtre s'est ouverte. »
Au cours de l'été de 1944, ils voyagent en Gaspésie, au nord-est du Canada. De septembre à octobre, Breton écrit Arcane 17, œuvre poétique mêlant des déclarations d'amour à Elisa Bindhoff à des considérations philosophiques, historiques et mythologiques. Après la publication de l'ouvrage, Breton lui donne le manuscrit, « ce cahier de grande école buissonnière. »

En août 1945, pour des raisons pratiques, André Breton et Elisa Bindhoff se marient à Reno dans le Nevada. À cette occasion, ils visitent les réserves des Indiens Hopis.
Ils arrivent en France le 25 mai 1946.
À Paris, Elisa Breton participe aux revues surréalistes Médium et Le Surréalisme même, à l'Exposition internationale du surréalisme à la galerie Daniel Cordier (de décembre 1959 à janvier 1960) et celle consacrée aux collages, dessins et gravures à la galerie Le Ranelagh (1965).

À l'ombre du théoricien du surréalisme, elle saura exprimer son talent en réalisant des boîtes surréalistes.

## Quelques œuvres
Boîtes surréalistes
- La Loi du vison, 1959
- Oiseau de plastique, ressort de réveil, dé à jouer, 1970
- Lucy, faire, 1971
- Ne quittez pas, 1972
- Oiseau-lire, 1973
- Méduse, sculpture, 1959

Écrits
- Préface au catalogue d'exposition consacré au peintre Jean-Paul Riopelle, 1949
- Traduction d' Alpha et omega d'Edvard Munch, éd. Le Nyctalope, 1980
- André Breton, album de dix photographies originales signées par Elisa Breton, éd. Au fil de l'encre, Paris, 1993